# La casa de la Troya (película de 1959)
La casa de la Troya es una película española estrenada en 1959, basada en la novela La casa de la Troya de Alejandro Pérez Lugín, que fue un auténtico éxito de ventas desde su publicación en 1915. De hecho, esta no fue la primera adaptación del libro: hubo otras anteriores, como la de 1925, producida y dirigida por el propio Lugín. Gran parte de las escenas se rodaron en Santiago de Compostela, y se contó con un reparto que integraba a algunos de los actores españoles más famosos de la época, como Arturo Fernández, Pepe Rubio, José Isbert o Ana Esmeralda.
- Datos: Q19947008